# Lista de membros titulares da Academia Brasileira de Ciências empossados em 2016
Esta lista contém os nomes dos membros titulares da Academia Brasileira de Ciências empossados em 2016.
| Imagem | Nome                                  | Datas de nascimento e falecimento | Local de nascimento | Área de especialização | Alma mater                                         | Data de posse      | Conhecido por | Referências |
| ------ | ------------------------------------- | --------------------------------- | ------------------- | ---------------------- | -------------------------------------------------- | ------------------ | --- | ----------- |
|        | Anderson Stevens Leonidas Gomes       | 02 de dezembro de 1956            |                     | Ciências Físicas       | UFPE                                               | 04 de maio de 2016 | | [ 2 ]       |
|        | Angela Terezinha de Souza Wyse        | 26 de maio de 1958                |                     | Ciências Biológicas    | FURG                                               | 04 de maio de 2016 | | [ 3 ]       |
|        | Bruce Bartholow Duncan                | 22 de abril de 1949               |                     | Ciências da Saúde      | Universidade Johns Hopkins, EUA                    | 04 de maio de 2016 | | [ 4 ]       |
|        | Douglas Soares Galvão                 | 12 de outubro de 1961             |                     | Ciências Físicas       | UFRN                                               | 04 de maio de 2016 | | [ 5 ]       |
|        | Ernesto Rafael Gonzalez               | 17 de setembro de 1938            |                     | Ciências Químicas      | UBA, Argentina                                     | 04 de maio de 2016 | | [ 6 ]       |
|        | Hugo Alejandro Gallardo Olmedo        | 21 de março de 1951               | Tomé, Chile         | Ciências Químicas      | Universidade de Concepción, Chile                  | 04 de maio de 2016 | | [ 7 ]       |
|        | Jeffrey Jon Shaw                      | 12 de julho de 1938               |                     | Ciências Biomédicas    | Universidade de Londres, Inglaterra                | 04 de maio de 2016 | | [ 8 ]       |
|        | João Marcos Bezerra do Ó              | 20 de fevereiro de 1958           |                     | Ciências Matemáticas   | UFPB                                               | 04 de maio de 2016 | Foi orientado por Djairo Guedes de Figueiredo | [ 9 ]       |
|        | Joaquim de Araújo Nóbrega             | 28 de outubro de 1962             |                     | Ciências Químicas      | UFSCar                                             | 04 de maio de 2016 | | [ 10 ]      |
|        | Luiz Pereira Calôba                   | 27 de junho de 1944               |                     | Ciências da Engenharia | UFRJ                                               | 04 de maio de 2016 | | [ 11 ]      |
|        | Maria Rita dos Santos e Passos Bueno  | 01 de agosto de 1959              |                     | Ciências Biológicas    | USP                                                | 04 de maio de 2016 | | [ 12 ]      |
|        | Marilda Antonia de Oliveira Sotomayor | 13 de março de 1944               | Rio de Janeiro, RJ  | Ciências Sociais       | UFRJ                                               | 04 de maio de 2016 | | [ 13 ]      |
|        | Nadya Araujo Guimarães                | 10 de abril de 1949               |                     | Ciências Sociais       | UnB                                                | 04 de maio de 2016 | | [ 14 ]      |
|        | Patricia Rieken Macêdo Rocco          | 10 de outubro de 1963             |                     | Ciências Biomédicas    | UFRJ                                               | 04 de maio de 2016 | Foi editora da área experimental da Intensive Care Medicine. | [ 15 ]      |
|        | Pavel Zalesski                        | 08 de setembro de 1962            |                     | Ciências Matemáticas   | Universidade Estatal da Bielorrússia, Bielorrússia | 04 de maio de 2016 | | [ 16 ]      |
|        | Rogerio Margis                        | 15 de dezembro de 1963            |                     | Ciências Agrárias      | UFRGS                                              | 04 de maio de 2016 | É sócio-fundador da empresa Spinomics. | [ 17 ]      |
|        | Sidney José Lima Ribeiro              | 27 de dezembro de 1959            |                     | Ciências Químicas      | UNESP                                              | 04 de maio de 2016 | | [ 18 ]      |
|        | Tércio Ambrizzi                       | 23 de março de 1963               |                     | Ciências da Terra      | USP                                                | 04 de maio de 2016 | Foi editor da Revista Brasileira de Meteorologia (2002-2006) | [ 19 ]      |
|        | Valder Steffen Junior                 | 07 de março de 1952               |                     | Ciências da Engenharia | UNICAMP                                            | 04 de maio de 2016 | | [ 20 ]      |
|        | Vasco Ariston de Carvalho Azevedo     | 21 de março de 1961               |                     | Ciências Agrárias      | UFBA                                               | 04 de maio de 2016 | Prêmio Jabuti pela participação no livro “Genômica” (2005). Recebeu o título de “Artigo mais baixado de 2011” do periódico internacional intitulado Journal Of Integrated OMICS. | [ 21 ]      |
|        | Yan Levin                             | 31 de outubro de 1966             | Rússia              | Ciências Físicas       | Universidade Carnegie Mellon                       | 04 de maio de 2016 | | [ 22 ]      |